# Кордаитовая тайга
Кордаитовая тайга — древние хвойные леса с преобладанием кордаитовых деревьев, произраставшие в Ангариде в каменноугольном и пермском периодах палеозойской эры. Это были северные, бореальные леса (Ангарида располагалась в Северном полушарии Земли), произраставшие во внетропических областях в условиях сезонного климата и были приурочены к северному влажноумеренному климатическому поясу. Фактически кордаитовая тайга была позднепалеозойским аналогом современных бореальных лесов.
Кордаитовая тайга появилась в середине каменноугольного периода. Она представляла собой листопадные леса, в которых деревья сбрасывали листья при приближении холодного сезона (многие из них попадали в водоёмы, где покрывались илом и со временем фоссилизировались; благодаря этому от ангарской флоры осталось множество отпечатков листьев). Основу растительности этих лесов составляли хвойные растения из подкласса кордаитов в субплакорных и плакорных растительных ассоциациях и членистостебельные растения из семейства Tchemoviaceae в околоводных ассоциациях. От преобладавших в этих лесах кордаитов, которых ещё называют «ангарские кордаиты», и произошло название «кордаитовая тайга». Кордаиты были деревьями до 20 метров высотой с древесиной, имевшей четко выраженные годичные кольца, что свидетельствует об их сезонном росте. По типу жизненной формы они были фанерофитами. Кроме них в этих лесах росли папоротники, но они встречались редко и совсем не такие, как в тропических лесах. Совершенно особую листву имели также росшие здесь семенные папоротники, которые не были найдены за пределами Сибири. У одних были круглые листья на небольших черешках и с веерно расходящимися тонкими жилками, у других листья рассечены на дольки, как у морковной ботвы. В кордаитовой тайге в нижнем ярусе растительности произрастали листостебельные мхи, например, из рода Intia, которые поддерживали повышенную влажность в этих лесах.
В состав флоры кордаитовой тайги входили: Cordaites candalepensis (Zal.) Radcz., Crassinervia sp., Lepeophylum sp., Nephropsis ex gr. lampadiformis Zimina, Sylvella sp., Samaropsis aff. irregularis Neub., Jordania sp., хвойные Cyparissidium sp., дикранофилловые Meristophyllum sojanaeanum Zalessky, Entsovia cf. rarisulcata S.Meyen, кардиолепидиевые Phylladoderma sp., тригонокарповые птеридоспермы Cardioneura cf. vorcutensis Zal., филлоиды лепидофитов субангарского облика Viatscheslaviophyllum cf. kamiense Esaul., глейхениевые папоротники Oligocarpia ex gr. leptophylla (Bunb.) Grauvogel-Stamm et Doubinger, мараттиевые папоротники Lobatopteris sp., членистостебельные Annularia aff. carinata Gutbier и Lobatannularia и другие.
На севере кордаитовая тайга постепенно переходила в состоявшую из той же, но более обедненной, растительности кордаитовую лесотундру.